# Lamprosema leucopis
Lamprosema leucopis là một loài bướm đêm trong họ Crambidae.